# Охочевка (станция)
Охо́чевка — железнодорожная станция однопутной тепловозной линии Курск — Воронеж, расположена в 47 км от Курска в пристанционном посёлке Льва Толстого, на границе с деревней 1-я Семёновка, Щигровского района Курской области. Станция относится к Орловско-Курскому отделению Московской железной дороги. От станции отходит железнодорожная ветка Охочевка — Колпны (59 км). Современный железнодорожный вокзал станции одноэтажный, красного цвета, построен по типовому проекту.

## История
Станция Охочевка была введена в эксплуатацию в 1894 году в составе линии Курск — Воронеж. Своё название станция получила от крупного села Охочевка, находящегося примерно в 8 км от станции.
В 1899 году было завершено строительство подъездной узкоколейной железной дороги (ширина колеи 1000 мм) от станции Охочевка до села Колпны Орловской губернии. Подвижной состав был частично сформирован из поездов, работавших ранее на Ливенской узкоколейной железной дороге. Ветка Охочевка — Колпны была «перешита» на широкую колею в 1958—1959 годах.

## Движение поездов
Пригородное сообщение осуществляется по направлениям: Курск — Касторная и Курск — Колпны.
По состоянию на 2010 год поезда дальнего следования на станции Охочевка не останавливаются.